# Leyli və Məcnun
Leyli və Məcnun (en àzeri, també conegut com a Leili i Medjnun a partir de la transcripció de la versió en rus (Лейли и Меджнун), és la primera òpera azerbaidjana amb música d'Uzeyir Hajibeyov i la primera òpera de l'Orient musulmà. El llibret està escrit pel mateix autor, basat en la tragèdia de Fuzûlî ''Leyli və Məcnun''. Es va estrenar el 12 de gener de 1908 a Bakú, al teatre d'H. Z. Taghiyev, magnat petrolier azerbaidjà. Huseyngulu Sarabsky va interpretar el paper de Mäcnum/Madjnoun.
L'òpera està formada per 5 actes. És la primera òpera estrenada a força de síntesi de la música lírica clàssica i de mugham azerbaidjà. En l'escriptura de l'òpera, l'autor va utilitzar les maneres següents de mugham: seygah, mansurya, tchahargah, chour, simaï-chams, sarendj.